# Federació Maliana de Futbol
La Federació Maliana de Futbol (francès: Fédération Malienne de Football, FMF) és la institució que regeix el futbol a Mali. Agrupa tots els clubs de futbol del país i es fa càrrec de l'organització de la Lliga maliana de futbol i la Copa. També és titular de la Selecció de futbol de Mali absoluta i les de les altres categories.
Va ser formada el 1960. La federació va ser suspesa per la FIFA el 17 de març de 2017.
- Afiliació a la FIFA: 1964
- Afiliació a la CAF: 1963